# Yo Frankie!
Yo Frankie!, es un videojuego desarrollado en 2008 por Instituto Blender, distribuido bajo licencia CC-BY 3.0. El juego está basado en 'Frankie', un personaje de la película de Big Buck Bunny. Es hecha usando Blender.

## Temática
El usuario maneja a Frankie a lo largo de varios niveles, en donde hay que atacar y defenderse de los otros animales. Se les puede pegar, coger, lanzar o lanzarles bellotas. El objetivo es conseguir cuantas más víctimas sea posible y alcanzar algún punto del mapa.